# Ямасіта Ясухіро
Ясухіро Ямасіта (яп. 山下泰裕; 1 липня 1957, Ямато, префектура Кумамото) — японський дзюдоїст, олімпійський чемпіон 1984 року.
Нині працює інструктором і консультантом для різних організацій, у тому числі університету Токай, Міжнародної федерації дзюдо, та Японської федерації дзюдо.
Ямасіта оголосив про завершення змагань у дзюдо 17 червня 1985 після чудової кар'єри, впродовж якої він виграв п'ять золотих медалей на міжнародних турнірах і відзначився 203 перемогами поспіль (з 7 нічиїми між ними). Ямасіта нарогоджений Японською національною премією пошани 9 жовтня [1984].